# LOFTI 2A
LOFTI 2A (ang. Low Frequency Trans Ionospheric Satellite) – amerykański wojskowy satelita naukowy, który miał prowadzić badania związane z propagacją fal radiowych o bardzo niskiej częstotliwości w jonosferze. Następca statku LOFTI 1. Pracował niespełna 33 dni.
Misję finansowało Naval Research Laboratory (NRL) z ramienia US Navy. 

## Nieudana próba
LOFTI 2A był tak naprawdę trzecim statkiem w serii. Drugi, oznaczony nazwą LOFTI 2, uległ zniszczeniu w nieudanym starcie rakiety Thor Able Star, 24 stycznia 1962.